# گاستروشیزیس
گاستروشیزیس نوعی نارسایی مادرزادی است که طی این نارسایی یک نقص در جدار شکم، در کنارهٔ راست ناف (محل تحلیل رفتن ورید نافی راست) وجود دارد که از آنجا احشاء مستقیماً خارج شده و هیچ گونه پوششی ندارند؛ لذا در داخل رحم قوس‌های روده‌ای خارج شده، در تماس با مایع آمنیوتیک ممکن است دچار صدمه شده و بعد از تولد هم احتمال آسیب این قوس‌ها زیاد است.
گاستروشیزیس در یک نفر از هر ۱۰٬۰۰۰ تولد رخ می‌دهد لیکن وقوع آن به خصوص در بین زنان جوان کمتر از بیست سال در حال افزایش است. این ناهنجاری سبب تولد نوزاد به همراه روده‌هایی واقع در خارج از حفرهٔ شکمی و شناور در غشایی حاوی مایع آمنیونی می‌شود. به‌طور طبیعی جدارهٔ شکمی جنین در طی مدت بارداری باز بوده اما می‌بایست قبل از تولد نوزاد بسته شود؛ علی‌رغم این موضوع در بیشتر مواردِ عارضه گاستروشیزیس، این بسته شدن جدارهٔ شکمی اتفاق نمی‌افتد و در نتیجه شرایطی به وجود می‌آید که احشاء داخلی در خارج از بدن نوزاد باقی می‌مانند. در این ناهنجاری پیچ خوردگی روده (ولوولوس) باعث اختلال در خون رسانی شده و ممکن است منطقهٔ بزرگی از روده را از بین برده و منجر به مرگ جنین شود.
بیماری گاستروشیزیس شایع‌ترین نقص مادرزادی در نارسایی‌های جدارهٔ شکمی است. تشخیص این ناهنجاری در طی هفته‌های ۱۴ تا ۲۴ بارداری و از طریق سونوگرافی امکان‌پذیر می‌باشد.
علت دقیق بروز این عارضه تا کنون مشخص نشده‌است اما به احتمال زیاد گاستروشیزیس بر اثر مسدود شدن غیرطبیعی دیواره بدن در اطراف ساقهٔ اتصالی رخ می‌دهد. بیشتر نوزادان متولد شده با این شرایط از مادران جوانی هستند که برای اولین بار صاحب فرزند می‌شوند و نیز در مادرانی که طی بارداری کوکائین مصرف کرده‌اند، این ناهنجاری بیشتر دیده می‌شود.
به گزارش ایسنا و به نقل از لایوساینس در ۹۵٪ مبتلایان به این عارضه بهبودی مشاهده شده‌است و به‌طور معمول وضعیت فرد مبتلا پس از عمل جراحی رو به بهبودی می‌رود.